# Vonarsko jezero
Vonarsko jezero, tudi Sotelsko jezero je umetno akumulacijsko jezero na srednjem toku reke Sotle na meji med Slovenijo in Hrvaško.
Jezero je nastalo leta 1980 z izgradnjo zemeljske pregrade pri vasi Vonarje, za namen regulacije Sotle in zaščite območja pred visokimi vodami, pa tudi pridobivanje pitne vode, namakanje in turizem. V najožjem delu doline, ki jo pokriva zajezitev, je pri kraju Prišlin (približno 5 km gorvodno) zgrajena dodatna pregrada za preprečevanje zamočvirjenja zgornjega dela. Celotna dolžina jezera je 6,5 km; pri predvideni koti zajezitve zadržuje 12,4 milijona m³ vode in ima nepravilno obliko – nad pregrado se razširi na 550 m, nato se proti Pristavici zoža in pri vrhu doline spet razširi na okrog 300 m.
Kasneje se je izkazalo, da je kakovost vode preslaba za izkoriščanje, zato je bil zadrževalnik leta 1988 izpraznjen in opuščen; odtlej služi le za regulacijo visokih vod, okolica pa se je zarasla. Zaradi sezonskega poplavljanja se je tu razvila življenjska združba, značilna za mokrišča, vključno s pasom trstičevja. Geološke in ekološke zanimivosti območja prikazuje učna pot, ki je speljana ob severni (slovenski) obali zajezitve.
Leta 2015 je bila sprejeta odločitev o vzpostavitvi Turistično-rekreacijskega centra Vonarsko jezero, v sklopu projekta naj bi bilo ojezerjenih 104 hektarjev ozemlja (od prvotnih 195) in zgrajena turistična infrastruktura.